# Ujar
Ujar (ryska: Уджары) är en distriktshuvudort i Azerbajdzjan.   Den ligger i distriktet Ujar Rayonu, i den centrala delen av landet, 190 km väster om huvudstaden Baku. Ujar ligger 18 meter över havet och antalet invånare är 15 741.
Terrängen runt Ujar är mycket platt, och sluttar söderut. Närmaste större samhälle är Geoktschai, 16,4 km nordost om Ujar.
Trakten runt Ujar består till största delen av jordbruksmark. Runt Ujar är det ganska tätbefolkat, med 80 invånare per kvadratkilometer.